# Glipa subflava
Glipa subflava es una especie de coleóptero de la familia Mordellidae.

## Distribución geográfica
Habita en las islas del Océano Pacífico, Islas Palau y  Malkiyoku.